# Reformierte Kirche Erlen

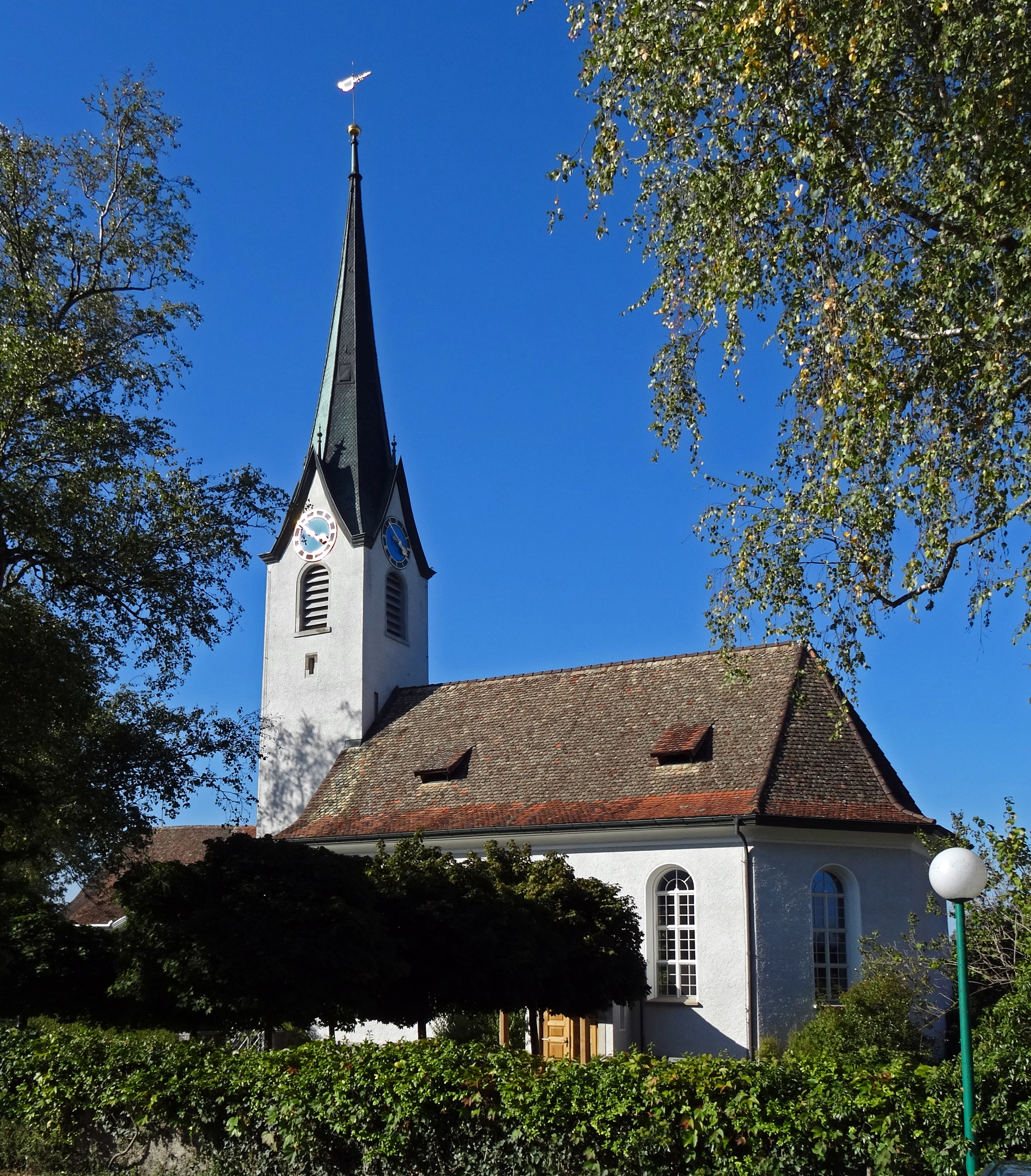
Reformierte Kirche Erlen

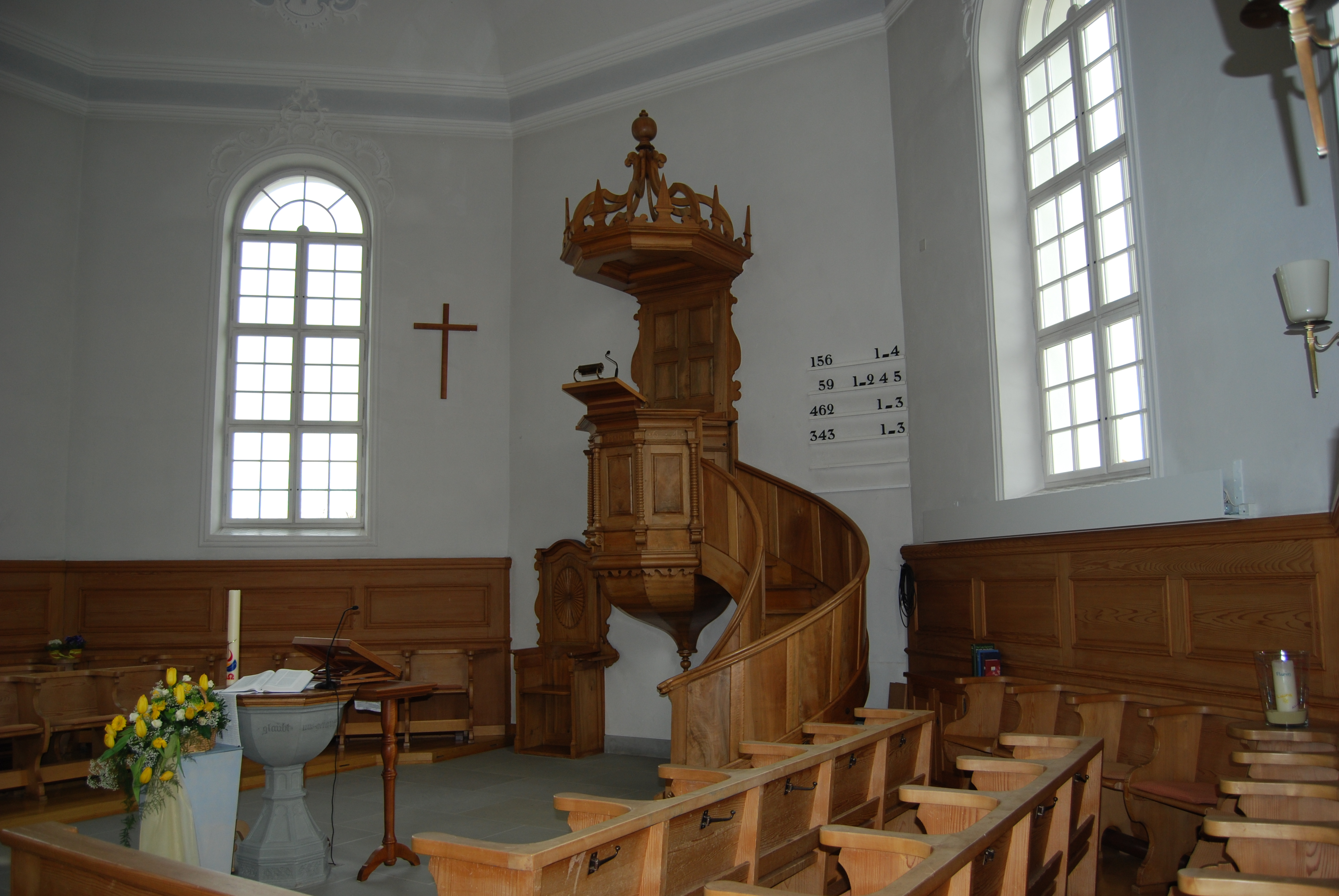
Innenansicht der Kirche, Kanzel

Die reformierte Kirche Erlen ist eine barocke Landkirche des Baumeisters Hans Ulrich Grubenmann in Erlen im Kanton Thurgau.
Die 1764 erbaute Saalkirche mit Frontturm und dreiseitigem Abschluss ist das kleinste Kirchengebäude Grubenmanns. Trotz finanzieller Bedenken der Dorfbewohner bestand der Architekt auf die Ausführung eines gemauerten Turmes und soll ihnen als Dank für ihre Zustimmung zu seinem Bauplan eine Glocke geschenkt haben. Die Dachkonstruktion führte Grubenmann mit einem Hängewerk in Brückenbauweise aus. 
Die ursprüngliche Kanzel von 1764 ist erhalten. Die Rokoko-Stuckaturen von Johann Georg Graf wurden allerdings entfernt, und erst 1999 durch Emil Heimgartner rekonstruiert.